# 2013 EM149
2013 EM149, também escrito como 2013 EM149, é um objeto transnetuniano que está localizado no cinturão de Kuiper, uma região do Sistema Solar. Este corpo celeste é classificado como um cubewano. Ele possui uma magnitude absoluta de 6,8 e tem um diâmetro estimado com 192 km.

## Descoberta
2013 EM149 foi descoberto no dia 13 de março de 2013 pelo astrônomo Marc W. Buie.

## Órbita
A órbita de 2013 EM149 tem uma excentricidade de 0,063 e possui um semieixo maior de 45,522 UA. O seu periélio leva o mesmo a uma distância de 42,663 UA em relação ao Sol e seu afélio a 48,381 UA.